# 名古屋丸紅ビル
名古屋丸紅ビル （なごやまるべにビル） は、愛知県名古屋市中区錦二丁目にある超高層ビルである。

## 概要
名古屋市営地下鉄 丸の内駅近くの丸紅が所有し、丸紅名古屋支店が利用していたビルを建替えて建設された超高層ビル。建替え後も丸紅グループが多くのフロアを使用するために「名古屋丸紅ビル」という名称を使用しているが、建替え前に小島プレス工業グループに売却されており、事業主体は小島プレス工業グループである。ヤマモミジ・サツキ・ツツジなどが植えられ、メダカが泳ぐ小川も流れるビオトープになった650㎡の屋上庭園がある。また、最上階にはレストランウェディングの「Vermillon Bague（ヴェルミヨンバーグ）」が開設される予定になっている。

## 主なテナント
丸紅グループ各社や丸紅も参画する芙蓉グループ関連企業が名古屋の拠点としている。
- 丸紅名古屋支店
- 伊藤忠丸紅鉄鋼
- 伊藤忠丸紅テクノスチール
- 紅忠オートスチール
- 丸紅テツゲン
- 丸紅メタル
- 丸紅マシンツールズ
- 丸紅情報システムズ
- 丸紅セーフネット
- MXモバイリング
- 楽天コミュニケーションズ
- 日本ファシリオ
- シネックスインフォテック
- 丸紅紙パルプ販売
- エムジーリース
- 芙蓉総合リース
- 芙蓉オートリース
- 丸紅ブラックス
- 丸紅エアロスペース
- アヴァンティスタッフ
- 丸紅セメント
- 三菱地所コミュニティ
- 丸紅リアルエステートマネジメント
- 丸紅エアロスペース
- アヴァンティスタッフ
- 内田洋行
- 大気社
- フジテック
- オリンパス
- コーニングジャパン
- Vermillon Bague（ヴェルミヨンバーグ）
- 永賢組

## 最寄り駅
- 名古屋市営地下鉄東山線・鶴舞線 伏見駅
- 名古屋市営地下鉄鶴舞線・桜通線 丸の内駅